# Sebastià Cabot Anguera
Sebastià Cabot Anguera (Reus, 5 de novembre de 1813 - 13 de febrer de 1886) va ser un arquitecte català.
Nascut a Reus, com explica l'historiador reusenc Andreu de Bofarull, va estudiar arquitectura i va ser membre de la Reial Acadèmia de Belles Arts de San Fernando. Va treballar en diversos projectes a Reus, on a partir de 1843, va planificar millores urbanístiques a la ciutat, com ara la construcció de les voreres dels ravals el 1853, i l'expansió urbanística de la ciutat cap a la zona del convent de Sant Joan. El 1846 va elaborar el pla de l'eixample d'Igualada. Cabot, després dels treballs previs d'estudi de la població, va presentar a l'ajuntament el mes de juny de 1847 el "Plano geométrico de la población". En el plànol va incloure el nucli de la ciutat en aquelles dates, molt reduït encara, i proposava les alineacions d'un nou eixample que arribava al límit nord del terme municipal. El plànol de Cabot donava la directriu per a futures alineacions de carrers per tal que les noves edificacions seguissin unes pautes per a aconseguir un conjunt ben urbanitzat.
El 1870 va ser nomenat arquitecte municipal de Reus, on va fer els plànols del convent i col·legi de la Immaculada Concepció i va dirigir la construcció de l'asil de les Germanetes dels Pobres. Mentrestant, el 1879, va presentar un projecte per a l'eixample dels barris del Temple i Remolins de Tortosa que va ser acceptat per l'ajuntament d'aquella ciutat i va tenir el vist i plau de l'arquitecte provincial el 1880.
A Reus, el 1860 juntament amb Antoni Fusté, Cabot va demanar al govern civil, la concessió d'un tramvia a tracció animal per comunicar Reus amb Salou, amb una línia de pas per Vila-seca. Aquesta petició la va tornar a presentar el 1875, però el govern espanyol no l'aprovà fins al 1881. El projecte no s'arribà a realitzar, ja que l'opció definitiva dels comerciants reusencs va ser un tramvia de vapor, construït per la Companyia Reusenca de Tramvies que s'estalviava el pas per Vila-seca.
Sebastià Cabot va morir el 1886, i va ser substituït com a arquitecte municipal de Reus per Francesc Borràs, que va dimitir el 1892, moment en què va accedir a la plaça Pere Caselles, el qual va acabar i inaugurar les obres de l'asil de les germanetes dels pobres iniciades per Cabot.